# Ławeczka Jana i Stanisława Cetnarskich w Łańcucie
Ławeczka Jana i Stanisława Cetnarskich znajduje się w Łańcucie przy Placu Sobieskiego.
Przedstawia postacie braci, którzy sprawowali urząd burmistrza miasta Łańcuta, siedzących na ławeczce. Pomnik zaprojektował rzeźbiarz Wrzesław Konrad Żurawski, a zrealizował architekt Kazimierz Bester oraz rzeźbiarz Grzegorz Sacała. Obok postaci na ławce spoczywa tablica informacyjna z napisem:

Bracia Stanisław i Jan Cetnarski w latach 1885-1927 burmistrzowie Łańcuta, budowniczowie miasta Łańcuta, przedsiębiorcy, kupcy, cechmistrze, w 1896 roku wybudowali pierwszą żeńską szkołę Sióstr Boromeuszek, pierwsze wille „Zacisze” i „Róża”, budynek magistratu przed którym stoi pomnik, budynek Starostwa Powiatowego, gmach Sądu Grodzkiego itp.
W 1900 roku przebudowali Kościół Farny i wybudowali kilka kościołów w okolicy, przebudowali siedzibę „Sokoła” i stowarzyszenia mieszczan „Gwiazda”.
Stanisław Cetnarski był właścicielem koncesjonowanego zakładu robót lądowych i wodnych zajmującego się handlem i produkcją cegły, płytek ceramicznych, dachówki i innych elementów architektonicznych.
Pomnik został ufundowany staraniem Kongregacji Prywatnych Przedsiębiorców ziemi  Łańcuckiej przy wsparciu Burmistrza miasta i Samorządu powiatu łańcuckiego.
Uroczystość odsłonięcia i poświęcenia miała miejsce w święto narodowe 3 maja 2008 roku.